# 김우진 (양궁 선수)
김우진(金優鎭, 1992년 6월 20일~)은 대한민국의 양궁 선수이다. 2016, 2020, 2024 올림픽에 참가하여 단체전에서 금메달을 획득했다. 2024년 하계올림픽에서는 양궁 혼성 단체전에서 임시현과 함께 금메달을 획득하고, 양궁 남자 개인전에서 금메달을 기록하며 대회 3관왕이 되었다.
2016년 72발 랭킹 라운드에서 700점을 기록하며 2019년 미국의 브레이디 엘리슨이 702점을 기록하며 세계 신기록을 경신하기 전까지 세계 신기록을 가지고 있었고 2024년 8월 기준, 올림픽 기록 보유자이다. 2024년 하계 올림픽에서 3관왕을 하며 개인 통산 5개의 올림픽 금메달을 획득하였으며, 이에 따라 대한민국 선수 중 가장 많은 올림픽 금메달을 획득한 선수가 되었다.

## 선수 경력
충북체육고등학교 재학 중 광저우에서 열리는 2010년 아시안 게임에 참가하였다. 예선전에서 1387점을 기록하며 오진혁 선수의 종전기록인 1386점을 넘어 세계신기록을 기록했다. 임동현, 오진혁 선수와 함께 단체전에 참가하여 금메달을 획득했다. 이후 개인전에서도 금메달을 획득하며 아시안 게임 2관왕을 달성하였다. 대회 후 인터뷰에서 그는 2011년 세계 양궁 선수권 대회와 런던 올림픽에 참가하여 금메달을 따고 싶다고 말했다. 이후 2011년 세계 양궁 선수권 대회에 참가하여 단체전과 개인전 모두 금메달을 획득했고 2011년 대한양궁협회 선정 올해의 양궁 선수에 선정되었다. 그러나 2012년 하계 올림픽 대표팀에는 합류하지 못했다.
2015년 다시 대표팀에 합류하여 세계 선수권 대회에서 개인전 및 단체전 금메달을 획득하였다. 개인전에서 한 선수 2번 우승은 1985년 이후 처음 있는 일이다. 이후 2016년 올림픽에도 대표팀에 합류하며 생애 처음으로 올림픽 대회에 출전하였다. 예선전 랭킹라운드에서 700점을 기록하며 임동현의 기존 기록인 699점을 넘어 세계신기록을 달성하였다. 구본찬, 이승윤과 함께 단체전에서 금메달을 획득하였으나 개인전에서는 32강전에서 인도네시아의 리아우 에가 아가타에게 패배하며 탈락하였다.
도쿄 올림픽에도 대표팀에 발탁되었다. 김제덕, 오진혁과 함께 단체전에서 금메달을 획득하였다. 이후 개인전 16강전에서 9발 모두 10점을 기록하여 8강전에 진출하였지만 8강전에서 중화 타이베이의 탕즈쥔 선수에게 6-4로 패배하며 결승전 진출에는 실패하였다. 도쿄 올림픽부터 양궁 종목에 심박수 중계가 도입되었는데 16강전에서 그의 심박수가 매우 낮게 나와 화제가 되었다.
2024년 하계 올림픽에 국가대표로 참가하였으며, 양궁 남자 단체전에서 김제덕, 이우석과 함께 금메달을 획득, 올림픽 3연패를 기록하였다. 양궁 혼성 단체전에서는 임시현과 함께 금메달을 획득, 양궁 남자 개인전에서 미국의 브레이디 엘리슨에게 승리해 금메달을 획득하며 대회 3관왕이 되었다. 그는 양궁 남자 개인전에서 자신의 5번째 금메달을 획득하며 김수녕, 진종오, 전이경을 넘어 올림픽 금메달을 가장 많이 획득한 대한민국 선수가 되었다.

## 개인사
그의 좌우명은 '계산하지 말자'이며 2011년 8월 23일 청주야구장에서 시구자로 나와 시구를 했다. 2021년 12월 4일 심민지와 결혼했고 2022년 7월 아들 김주원이 태어났다.

## 수상 내역

### 수훈
- 체육훈장 청룡장(2022년 10월 14일)

## 출신 학교
- 이원초등학교 졸업
- 이원중학교 졸업
- 충북체육고등학교 졸업
- 충북보건과학대학교  학사

## 같이 보기
- 대한민국 양궁 선수 목록